# 植竹三右衛門 (1877年生の実業家)
植竹 三右衛門（うえたけ さんえもん、前名・熊次郎、1877年〈明治10年〉3月 - 没年不明）は、日本の商人（木材商）、栃木県多額納税者、実業家、政治家。栃木県那須郡川西町長。族籍は栃木県平民。

## 経歴
栃木県那須郡川西町（現・大田原市）に生まれた。先代植竹三右衛門の長男。1933年、家督を相続し、前名・熊次郎を改め襲名した。木材商を営み、傍ら銀行会社の重役であった。
下野木材、帝國造林、東野鉄道各社長、植竹商業代表取締役、栃木県農工銀行、那須商業銀行、下野実業銀行、黒羽銀行各取締役、下野中央銀行監査役などをつとめる。

## 人物
趣味は囲碁。宗教は浄土宗。住所は栃木県那須郡川西町大字黒羽向町。

## 家族・親族
植竹家
- 父・先代三右衛門[6]（1854年 - 1933年、栃木県多額納税者、味噌醤油醸造業、栃木県農工銀行頭取、貴族院議員）[2][7]
- 母・マツ（1855年 - ?、栃木、君島五郎の従姉）[3][4]
- 弟
  - 龍三郎（1880年 - 1942年、塩原電車、日光登山鉄道各社長、衆議院議員、僧侶）[1][7]
  - 喜四郎（1883年 - 1963年、植竹書院創業者）
- 妻・テツ（1880年 - ?、栃木、猪俣槇之助の妹。槇之助は下野醬油、下野酒造社長、黒羽銀行頭取）[1][4][7]
- 養子・達郎（1916年 - ?、弟・龍三郎の長男）[7]
- 二女・トク（1901年 - ?、東京、伴野乙弥の二男・清の妻）[7]。伴野乙弥(1867-1945)は東京帝国大学卒、日本銀行入行、水戸鉄道社長、日本興業銀行理事[8]
- 三女・ミツ（1905年 - ?、植竹春彦の妻）[1]
- 孫・澄子（1922年生）、トクの長女。御木本美隆（御木本幸吉の孫）の妻。ピアニスト

親戚
- 君島五郎（明賀屋、温泉旅館業）